# Ud at køre med de skøre
Ud at køre med de skøre (eng: The Cannonball Run) er en amerikansk komediefilm fra 1981 instrueret af Hal Needham og med Burt Reynolds, Dom DeLuise og Roger Moore på rollelisten. Filmen blev i 1984 efterfulgt af Ud at køre med de skøre 2.

## Medvirkende
- Burt Reynolds
- Roger Moore
- Farrah Fawcett
- Jackie Chan
- Dean Martin
- Sammy Davis, Jr.
- Dom DeLuise

## Ekstern henvisning
- Ud at køre med de skøre på Internet Movie Database (engelsk)
- Ud at køre med de skøre på Filmdatabasen
- Ud at køre med de skøre på Scope
- Ud at køre med de skøre i Svensk Filmdatabas (svensk)
- Ud at køre med de skøre på AlloCiné (fransk)
- Ud at køre med de skøre på MovieMeter (nederlandsk)
- Ud at køre med de skøre på AllMovie (engelsk)
- Ud at køre med de skøre hos American Film Institute (engelsk)
- Ud at køre med de skøre på Turner Classic Movies (engelsk)
- Ud at køre med de skøre på The Movie Database (engelsk)